# Юнацька збірна Японії з футболу (U-17)
Юнацька збірна Японії з футболу (U-17) — національна футбольна збірна Японії, що складається із гравців віком до 17 років. Керівництво командою здійснює Асоціація футболу Японії.
Головним континентальним турніром для команди є Юнацький кубок Азії, який з 2008 року розігрується серед команд з віковим обмеженням до 16 років, і успішний виступ на якому дозволяє отримати путівку на Чемпіонат світу (U-17). Також може брати участь у товариських і регіональних змаганнях.
Протягом 1980-х років брала участь у відбіркових турнірах на світову першість у форматі U-16.

## Виступи на міжнародних турнірах

### Юнацький чемпіонат світу (U-17)
| Статистика чемпіонатів світу (U-17) | Статистика чемпіонатів світу (U-17) | Статистика чемпіонатів світу (U-17) | Статистика чемпіонатів світу (U-17) | Статистика чемпіонатів світу (U-17) | Статистика чемпіонатів світу (U-17) | Статистика чемпіонатів світу (U-17) | Статистика чемпіонатів світу (U-17) | Статистика чемпіонатів світу (U-17) |
| Господар / Рік                      | Результат                           | І                                   | В                                   | Н                                   | П                                   | Г+                                  | Г-                                  |                                     |
| ----------------------------------- | ----------------------------------- | ----------------------------------- | ----------------------------------- | ----------------------------------- | ----------------------------------- | ----------------------------------- | ----------------------------------- | ----------------------------------- |
| 1985                                | не кваліфікувалася                  | не кваліфікувалася                  | не кваліфікувалася                  | не кваліфікувалася                  | не кваліфікувалася                  | не кваліфікувалася                  | не кваліфікувалася                  |                                     |
| 1987                                | не кваліфікувалася                  | не кваліфікувалася                  | не кваліфікувалася                  | не кваліфікувалася                  | не кваліфікувалася                  | не кваліфікувалася                  | не кваліфікувалася                  |                                     |
| 1989                                | не кваліфікувалася                  | не кваліфікувалася                  | не кваліфікувалася                  | не кваліфікувалася                  | не кваліфікувалася                  | не кваліфікувалася                  | не кваліфікувалася                  |                                     |
| 1991                                | відмовилися від участі              | відмовилися від участі              | відмовилися від участі              | відмовилися від участі              | відмовилися від участі              | відмовилися від участі              | відмовилися від участі              |                                     |
| 1993                                | чвертьфінали                        | 4                                   | 1                                   | 1                                   | 2                                   | 3                                   | 4                                   |                                     |
| 1995                                | груповий етап                       | 3                                   | 1                                   | 1                                   | 1                                   | 2                                   | 2                                   |                                     |
| 1997                                | не кваліфікувалася                  | не кваліфікувалася                  | не кваліфікувалася                  | не кваліфікувалася                  | не кваліфікувалася                  | не кваліфікувалася                  | не кваліфікувалася                  |                                     |
| 1999                                | не кваліфікувалася                  | не кваліфікувалася                  | не кваліфікувалася                  | не кваліфікувалася                  | не кваліфікувалася                  | не кваліфікувалася                  | не кваліфікувалася                  |                                     |
| 2001                                | груповий етап                       | 3                                   | 1                                   | 0                                   | 2                                   | 2                                   | 9                                   |                                     |
| 2003                                | не кваліфікувалася                  | не кваліфікувалася                  | не кваліфікувалася                  | не кваліфікувалася                  | не кваліфікувалася                  | не кваліфікувалася                  | не кваліфікувалася                  |                                     |
| 2005                                | не кваліфікувалася                  | не кваліфікувалася                  | не кваліфікувалася                  | не кваліфікувалася                  | не кваліфікувалася                  | не кваліфікувалася                  | не кваліфікувалася                  |                                     |
| 2007                                | груповий етап                       | 3                                   | 1                                   | 0                                   | 2                                   | 4                                   | 6                                   |                                     |
| 2009                                | груповий етап                       | 3                                   | 0                                   | 0                                   | 3                                   | 5                                   | 9                                   |                                     |
| 2011                                | чвертьфінали                        | 5                                   | 3                                   | 1                                   | 1                                   | 13                                  | 5                                   |                                     |
| 2013                                | 1/8 фіналу                          | 4                                   | 3                                   | 0                                   | 1                                   | 7                                   | 4                                   |                                     |
| 2015                                | не кваліфікувалася                  | не кваліфікувалася                  | не кваліфікувалася                  | не кваліфікувалася                  | не кваліфікувалася                  | не кваліфікувалася                  | не кваліфікувалася                  |                                     |
| 2017                                | 1/8 фіналу                          | 4                                   | 1                                   | 2                                   | 1                                   | 8                                   | 4                                   |                                     |
| 2019                                | 1/8 фіналу                          | 4                                   | 0                                   | 2                                   | 6                                   | 4                                   | 10                                  |                                     |
| 2021                                | не визначено                        | не визначено                        | не визначено                        | не визначено                        | не визначено                        | не визначено                        | не визначено                        |                                     |
| Усього                              | 9/19                                | 29                                  | 11                                  | 5                                   | 13                                  | 44                                  | 43                                  |                                     |

### Юнацький кубок Азії з футболу
| Юнацький кубок Азії | Юнацький кубок Азії    | Юнацький кубок Азії    | Юнацький кубок Азії    | Юнацький кубок Азії    | Юнацький кубок Азії    | Юнацький кубок Азії    | Юнацький кубок Азії    | Юнацький кубок Азії |
| Господар / Рік      | Результат              | І                      | В                      | Н                      | П                      | Г+                     | Г-                     |                     |
| ------------------- | ---------------------- | ---------------------- | ---------------------- | ---------------------- | ---------------------- | ---------------------- | ---------------------- | ------------------- |
| 1985                | груповий етап          | 1                      | 0                      | 0                      | 1                      | 0                      | 3                      |                     |
| 1986                | не кваліфікувалася     | не кваліфікувалася     | не кваліфікувалася     | не кваліфікувалася     | не кваліфікувалася     | не кваліфікувалася     | не кваліфікувалася     |                     |
| 1988                | груповий етап          | 4                      | 1                      | 1                      | 2                      | 4                      | 8                      |                     |
| 1990                | відмовилися від участі | відмовилися від участі | відмовилися від участі | відмовилися від участі | відмовилися від участі | відмовилися від участі | відмовилися від участі |                     |
| 1992                | не кваліфікувалася     | не кваліфікувалася     | не кваліфікувалася     | не кваліфікувалася     | не кваліфікувалася     | не кваліфікувалася     | не кваліфікувалася     |                     |
| 1994                | переможець             | 6                      | 4                      | 0                      | 2                      | 13                     | 9                      |                     |
| 1996                | четверте місце         | 6                      | 3                      | 2                      | 1                      | 13                     | 7                      |                     |
| 1998                | груповий етап          | 4                      | 2                      | 1                      | 1                      | 8                      | 6                      |                     |
| 2000                | третє місце            | 6                      | 5                      | 0                      | 1                      | 20                     | 6                      |                     |
| 2002                | груповий етап          | 3                      | 1                      | 0                      | 2                      | 3                      | 5                      |                     |
| 2004                | груповий етап          | 3                      | 1                      | 1                      | 1                      | 4                      | 3                      |                     |
| 2006                | переможець             | 6                      | 4                      | 2                      | 0                      | 17                     | 6                      |                     |
| 2008                | півфінали              | 5                      | 4                      | 0                      | 1                      | 16                     | 3                      |                     |
| 2010                | півфінали              | 5                      | 3                      | 1                      | 1                      | 11                     | 3                      |                     |
| 2012                | віце-чемпіон           | 6                      | 4                      | 1                      | 1                      | 14                     | 6                      |                     |
| 2014                | чвертьфінали           | 4                      | 2                      | 0                      | 2                      | 7                      | 6                      |                     |
| 2016                | півфінали              | 5                      | 4                      | 0                      | 1                      | 24                     | 4                      |                     |
| 2018                | переможець             | 6                      | 5                      | 1                      | 0                      | 13                     | 4                      |                     |
| Усього              | 15/18                  | 70                     | 43                     | 10                     | 17                     | 167                    | 79                     |                     |